# Siri Ranva Hjelm Jacobsen
Siri Ranva Hjelm Jacobsen (Copenaghen, 1980) è una scrittrice danese.

## Biografia
Siri Ranva Hjelm Jacobsen è nata a Copenaghen ed è cresciuta in Danimarca. I nonni si erano trasferiti nella capitale danese provenendo delle isole Fær Øer e i genitori sono stati entrambi assistenti sociali. Da bambina ha iniziato ad amare raccontare storie create da lei. Ha seguito studi letterari ed ha iniziato da giovane a collaborare con vari giornali e riviste. Col suo romanzo di esordio, Isola, ha ottenuto nel 2019 il premio MARetica. La sua opera attinge alla propria biografia ed alla storia della sua famiglia.

## Opere
I suoi due lavori pubblicati a livello internazionale si rifanno alla storia personale e al mondo del XXI secolo, parlando di isole e di tradizioni, di mutamenti climatici e del rischio che corre l'uomo di oggi per la sua sopravvivenza sul pianeta. Il suo primo libro è stato elogiato da altri autori scandinavi come Jón Kalman Stefánsson e Jon Fosse. Tra le sue fonti di ispirazione letteraria ha citato in un'intervista Selma Lagerlöf, George Orwell, Viktor Klemperer, Doris Lessing, Ursula Le Guin, William Carlos Williams ed Edith Södergran ma anche le fiabe e le leggende popolari, la mitologia vichinga e greca.

### Romanzi
- Siri Ranva Hjelm Jacobsen, Isola, traduzione di Maria Valeria D'Avino, Milano, Iperborea, 2018, ISBN 978-88-7091-490-0, OCLC 1090180728.
- Siri Ranva Hjelm Jacobsen, Lettere tra due mari, traduzione di Maria Valeria D'Avino, Dorte Naomi, Milano, Iperborea, 2021, ISBN 978-88-7091-634-8, OCLC 1348272608.

## Premi e riconoscimenti
- Premio MARetica nel 2019 per Isola.[5]